# Top Contenders: The Best of Strung Out
Top Contenders: The Best of Strung Out è la prima raccolta del gruppo punk rock Strung Out, pubblicato il 19 luglio 2011 dalla Fat Wreck Chords.
Il disco contiene tutti i maggiori successi della band, dagli esordi del 1994 con l'album Another Day in Paradise fino agli eventi recenti con l'ultimo album pubblicato nel 2009 Agents of the Underground, con l'aggiunta di tre tracce inedite (City Lights, Saturday Night, Here We Are).
Tutte le 26 tracce sono state re-mixate da Ryan Greene, ottenendo così una versione alternativa delle tracce presenti negli album pubblicati in precedenza, acquistando un risultato più corposo soprattutto nelle parti di batteria.
Esiste anche una versione in doppio LP di vinile.

## Tracce
1. Firecracker
2. Velvet Alley
3. Mind of My Own
4. Everyday
5. City Lights * - [Inedito]
6. Too Close to See
7. Vanity
8. Mission Statement
9. Cemetery
10. Bring Out Your Dead
11. Analog
12. Black Crosses
13. Ashes
14. Monster
15. Letter Home
16. Blueprint of the Fall
17. Population Control
18. Swan Dive
19. Calling
20. Saturday Night * - [Inedito]
21. Exhumation of Virginia Madison
22. In Harm's Way
23. Scarecrow
24. Cult of the Subterranean
25. Here We Are * - [Inedito]
26. Matchbook

## Formazione
- Jason Cruz - voce
- Jake Kiley - chitarra
- Rob Ramos - chitarra
- Chris Aiken - basso
- Jordan Burns - batteria